# دبیرستان کاتولیک بانوی ما رحمت (میکرونزی)
دبیرستان کاتولیک بانوی ما رحمت یک مدرسه آموزش متوسطه کلیسای کاتولیک در کولونیا، آبخوست پوناپی، ایالت پوناپی، ایالات فدرال میکرونزی است. کارکنان این مدرسه، اعضا کانون «خواهران صدقه‌گیر» و داوطلبانی از ایالات متحده آمریکا هستند.